# Tipula (Yamatotipula) barbarensis
Tipula (Yamatotipula) barbarensis is een tweevleugelige uit de familie langpootmuggen (Tipulidae). De soort komt voor in het Palearctisch gebied.